# Diema Family
Diema Family es un canal de televisión privado de Bulgaria, perteneciente a Nova Broadcasting Group. Se trata de un canal dirigido al público femenino.

## Historia
El canal inició emisiones como Alexandra TV el 1 de agosto de 1999, siendo un canal de cine.
El 3 de julio de 2006, el canal pasó a formar parte de Diema Vision y cambió su nombre a Diema Family, centrándose en una audiencia familiar. 
En 2007, el canal pasó a formar parte de Nova Broadcasting Group y comenzó a emitir telenovelas románticas. 
El 12 de septiembre de 2011, el canal adoptó una nueva imagen corporativa y, desde entonces, el canal se orienta al público femenino, con una programación centrada en series latinoamericanas, turcas e indias, así como películas románticas. 
El 8 de abril de 2019, el canal adoptó su actual imagen corporativa.

## Programación
Entre las series que emite Diema Family se encuentran Непростимо, Моята карма, Прости ми y Сезонът на черешите.
En marzo de 2010, el canal empezó a emitir en directo la casa de Big Brother, con un horario de lunes a viernes desde las 9:30 hasta las 12:00 y los sábados y domingos desde las 9:30 hasta las 12:15.
Desde septiembre de 2012, el canal emite en directo la casa de Big Brother, con un horario desde las 13:30 hasta las 15:00, así como una reposición del programa desde las 19:00 hasta las 20:00.

## Imagen corporativa

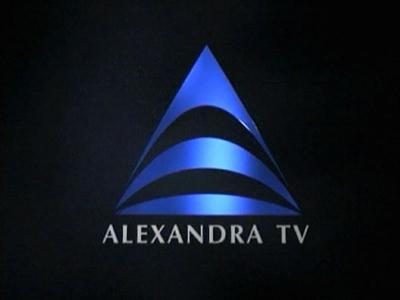
1999 - 2006
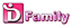
2006 - 2007
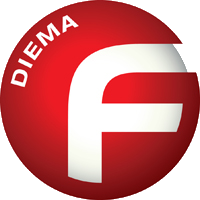
2007 - 2011
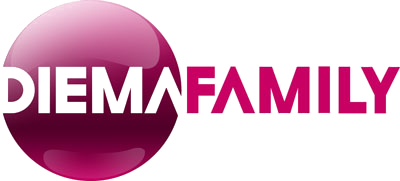
2011 - 2019
Desde 2019